# 白宫群英
《白宮風雲》（英語：The West Wing）是一部以政治為題材的美国電視連續劇，於1999年至2006年期間分七季放送播映，由原創人艾倫·索金擔任前四季的劇本創作與監製，後兩季的監製工作改由約翰·威爾斯擔任。本剧场景设定在白宫西廂，該處是虛構人物民主黨籍總統約書亞·巴特勒的椭圆形办公室和总统高级幕僚办公区所在地。
《白宮風雲》由華納兄弟電視製作公司製作，1999年在國家廣播公司頻道首播，其後在全球各地電視頻道上播出，播映七年後於2006年5月14日畫下句點。
《白宮風雲》曾經取得不少正面評價，其中包括來自政治學教授與前白宮高級幕僚的肯定，《白宮風雲》獲獎無數，一共得過兩項金球獎，26項艾美奖，其中包括連續四年的最佳電視連續劇獎（2000年至2003年），此紀錄與《Hill Street Blues》並列為艾美獎電視連續劇的最大贏家。本劇的知名度在後期逐年下降，但是節目與廣告商的基本盤並未受到影響，《白宮風雲》依然廣受高收入族群的喜愛。

## 演員角色
《白宮風雲》運用一整個演員團隊向觀眾述說美國聯邦政府的日常行政工作，演員各司所職，其中包括美國總統、第一夫人、總統高級幕僚以及核心顧問團，其他次要角色大致上則環繞著核心團隊，不時出場填補故事空缺。
| 演員              | 角色            | 前期身份                | 後期身份                                                             |
| 馬丁·辛           | 約書亞·巴特勒   | 美國總統                |                                                                      |
| 施塔克·錢寧       | Abigail Bartlet | 第一夫人                |                                                                      |
| 約翰·史賓塞       | 里奥·马加瑞     | 白宮幕僚長              | 總統高級幕僚（第6季） 民主黨副總統候選人（第7季）                    |
| 雷迪·威佛德       | Josh Lyman      | 白宮副幕僚長            | Santos總統競選陣營幹事（第6-7季） 白宮幕僚長（第7季）                |
| 理查·薜福         | Toby Ziegler    | 白宮公關室主任          |                                                                      |
| 罗伯·劳           | Sam Seaborn     | 公關室副主任（第1-4季） | 白宮副幕僚長（第7季）                                                |
| 約書亞·馬里納     | Will Bailey     | 公關室副主任（第4-5季） | 副總統幕僚長（第5-7季） 白宮公關室主任（第7季）                      |
| 艾莉森·潔妮       | 茜·潔·格瑞      | 白宮新闻发言人          | 白宮幕僚長（第6-7季）                                                |
| 杜·希爾           | Charlie Young   | 總統個人助理            | 幕僚長特別助理（第6-7季）                                            |
| 珍尼爾·摩洛妮     | 唐娜·摩丝       | 副幕僚長資深助理        | Russell/Santos總統競選陣營發言人 （第6-7季） 第一夫人幕僚長（第7季） |
| 瑪莉·麥考梅       | Kate Harper     |                         | 國家安全事務副助理（第5-7季）                                        |
| 克莉絲汀·錢諾維斯 | Annabeth Schott |                         | 白宮副發言人（第6季） Santos總統競選陣營人員（第7季）                |
| 吉米·史密茲       | Matt Santos     |                         | 德州眾議員（第6季） 民主黨總統候選人（第6-7季） 美國總統（第7季）    |
| 亞倫·艾達         | Arnold Vinick   |                         | 加州參議員（第6季） 共和黨總統候選人（第6-7季） 美國國務卿（第7季）  |

《白宮風雲》第三季主要成員，由左至右分別是：
（上排）杜·希爾、艾莉森·潔妮、理查·薜福、珍尼爾·摩洛妮
（下排）羅伯·洛、施塔克·錢寧、馬丁·辛、約翰·史賓塞及布雷迪·威佛德。

最初，演員們所希望扮演的角色與現在相差甚遠，在第一季DVD的幕後專訪中，雷迪·威佛德表示，雖然他也參加了賈許·賴曼（Josh Lyman）的試鏡，不過他心裡屬意的角色是山姆·希朋（Sam Seaborn），後來艾倫·索金為他量身打造了賈許這個角色。珍尼爾·摩洛妮則表示她試鏡的角色是茜·潔·格瑞，後來她得到唐娜·摩丝（Donna Moss）的這個角色原先也不是劇本裡的固定班底。其他還有亞倫·艾達和席尼·鮑迪曾被認真考慮接演總統，賈德·赫希接演里奧·馬加瑞，尤金·李維接演托比·齊格勒（Toby Ziegler），以及讓黑人女星希·龐德接演茜·潔·格瑞。
《白宮風雲》裡的主要演員每人每集薪資約為7萬5千美元，飾演總統的馬丁·辛近來證實他的薪資高達30萬美元之譜。羅伯·洛 的角色在情節安排原本更為重要，因此他也有六位數的價碼，據報導為10萬美元。角色間的薪資不平等，後來導致契約糾紛，表達不滿的演員主要有艾莉森·潔妮、理查·薜福、約翰·史賓塞和布雷迪·威佛德。四人在2001年與華納兄弟娛樂公司進行契約協商，過程中華納兄弟以毀約官司向四人施加壓力，但是四人團結一致，後來以加薪雙倍完成協商。兩年後，華納兄弟與NBC和Bravo電視頻道續約，不久四人藉機再度要求加薪。
飾演白宮幕僚長里奧·馬加瑞的約翰·史賓塞於2005年12月16日心肌梗塞逝世，此前一年他所飾演的角色也曾被安排經歷一次幾乎致命的心臟病發情節。史賓塞過世後，馬丁·辛在最新一集〈Running Mates〉（第七季第10集）節目播映前，簡短表達了致哀之意。史賓塞所飾演的角色則在2006年4月2日播映的〈Election Day〉（第七季第16集）節目中正式向觀眾告別。

## 劇集概述
《白宮風雲》和其它電視連續劇一樣，利用數集或一整季的演出來舖陳故事情節，除了大型主線外，通常在每一集的開頭和結尾也會加入迷你支線豐富劇集呈現。
《白宮風雲》的劇集情節大部份都是圍繞在巴特勒總統和他的幕僚如何面對各種法律事務或政治事件，從檯面下與國會議員的協商交涉（〈Five Votes Down〉）到琐碎的私領域，如感情生活（〈Pilot〉〈Take Out The Trash Day〉）及個人藥物問題（前兩季的主線）都進行了深入的深討。典型的劇集呈現先是隨意介紹總統與幕僚團隊的一天，其中通常會有一些觀念或主題連結每段劇情。而規模龐大、相互接合的白宮場景讓製作單位能夠拍攝出相當難得的長鏡頭畫面，像是幕僚成員在白宮走廊上一邊走動一邊談論家國大事的連續主拍鏡頭，這些邊走邊談的鏡頭後來也成為本劇的重要特色。
在第一季的《白宮風雲》裡，巴特勒政府新官上任，新政府正處於適應施政環境，逐步推動議案的時期。到了第二季，違法醜聞圍繞白宮，在此一困境中巴特勒總統尚須決定是否競選連任。第三第四季深入描述了總統陣營的情誼，同時國內外都籠罩在恐怖主義的陰霾之中。在第五季裡，巴特勒總統開始遭遇越來越多的外交挑戰，對內他還必須面對新任眾議院議長對他的預算審核。在第六季裡，為了尋求巴特勒的繼任人選，兩黨候選人分裂成數個陣營。最後巴特勒總統在第七季必須在民主黨與共和黨的總統選戰打得如火如荼的同時，處理一件白宮內部洩密案。

## 發展成型
《白宮風雲》是從1995年一部艾倫·索金執筆的電影《白宫夜未眠》延伸發展而來。一些後來電影未使用到的元素以及艾齊瓦·葛斯曼的建議，啟發索金創作了《白宮風雲》這部影集。
創作之初，索金原是要以白宮公關室副主任山姆·希朋為主角，總統只是個配角或隱藏角色，然而巴特勒總統在螢幕上的時間一久，劇情慢慢地也隨著這個角色發展推進。由於馬丁·辛的演出大獲好評，導致巴特勒的角色側寫日漸提升，山姆的角色地位逐步減少，最後羅伯·洛終於在第四季離開了《白宮風雲》。
索金因創作情境喜劇《周末運動夜》一舉成名，這部影集為他奠定節奏輕快、機智幽默的對話風格。索金幾乎為《白宮風雲》前四季親自編寫了每一集的劇本，有時候他會重覆使用到在《周末運動夜》合作過的演員、戲劇元素、劇集標題和角色名稱。執行製作兼導演湯馬斯·史蘭則為《白宮風雲》創造出「邊走邊談」風格，他以連貫的長鏡頭拍攝演員在場景之間走動並談論公事的畫面，此一風格後來成為本劇的視覺標誌。
然而索金為《白宮風雲》編列的計劃書雜亂無章，經常造成本劇預算超支、進度脫序等問題，後來他因為一些個人問題（像是非法持有禁藥遭到逮捕）而在第四季結束後離開一手拉拔的《白宮風雲》，湯馬斯·史蘭也選擇跟他一起同進退，兩人離開後《白宮風雲》由約翰·威爾斯接手擔任執行製作。

## 觀眾反應
《白宮風雲》將觸角延伸進美國權力中心賓州大道1600號，節目的合理性、政治傾向和影片價值都受到相當熱烈的討論。

### 寫實主義
《白宮風雲》為了在平淡無奇的辦公活動中加入戲劇元素打動觀眾，因此與實際的白宮西廂有一定程度的失真，不過也有前白宮幕僚認為本劇已經「得其神髓，去蕪存菁」。前白宮發言人迪迪·麥爾斯以及民調專家派崔克·坎戴爾一開始就擔任本劇的顧問，協助編劇和演員揣摩白宮西廂的真實互動，其他前白宮幕僚像是佩姬·盧南和金·史伯林也曾為《白宮風雲》提供意見。
在第三季時，除了有個特別節目曾將《白宮風雲》和真實白宮相互對照，許多前白宮西廂辦公人員也曾對《白宮風雲》所下的功夫大表讚賞，其中包括白宮顧問大衛·葛根、白宮發言人迪迪·麥爾斯、美國國務卿亨利·基辛格、白宮幕僚長里昂·潘尼達、白宮副幕僚長卡爾·羅夫，以及三位美國前總統傑拉爾德·福特、吉米·卡特和比爾·克林頓。
評論家對《白宮風雲》都有著正面的評價，但也有人認為本劇過於樂觀、不切實際，其中又以角色認知天真這點最為人垢病。電視評論家海瑟·赫里雷斯基（Heather Havrilesky）曾質問：「...（這些人）怎麼可能從百萬生民之中脫穎而出，跳入政治現實的髒水裡，既躲過理想幻滅，還能出淤泥而不染，最後竟然平步青雲當上白宮幕僚？」

### 社會影響
《白宮風雲》的寫實描繪雖然大獲好評，索金仍表示：「我的責任不是求真...而是隨心所欲的吸引觀眾的目光。」前白宮助理馬修·米勒（Matthew Miller）認為索金「吸引觀眾的方法是創造出比生命更真實的政治人性──至少比新聞照片還要真實」，他還認為藉由對虛構政治家的移情作用，《白宮風雲》創造出一個「破壞性對手」，挑戰老是對政治冷嘲熱諷的新聞媒體。《白宮風雲與白宮西廂》一書的作者馬龍·李文（Myron Levine）對此也表示贊同，他認為這部影集「呈現出對政府公職的正面觀點，有助改善反華盛頓特區人士的刻板印象，與對政府冷嘲熱諷的言論。」
加州州立大學聖馬克斯分校政治學副教授史黛絲·碧佛斯博士（Staci L. Beavers）曾發表過一篇文章〈以白宮風雲作為教育工具〉，探討以《白宮風雲》作為教學工具的可行性。她斷定「以營利性娛樂節目來說，《白宮風雲》呈現出相當高的教育潛力。」在她看來，《白宮風雲》對於政治進程的描述，比一些只會打高空、講官腔的政治節目，像是《Face the Nation》、《與媒體見面》來得更有深度。不過節目在對特殊問題進行探討時，可能會因為觀眾對角色的喜惡而模糊焦點，碧佛斯也注意到，秉持對立觀點的角色通常會被設定為觀眾眼裡的「壞人」，這些角色被賦予不受歡迎的角色特性，而且通常都跟政治主張無關。她認為對本劇的政治觀點進行評論分析，是觀眾相當難得的學習經驗。
《白宮風雲》對國外的影響之一發生在2006年1月31日，英國首相托尼·布萊爾所領導的政府在英國下議院，因為所謂的「西廂計劃」而遭遇挫敗，這項計劃據說是一位英國保守黨下院議員看過〈A Good Day〉（第六季第17集）後發想出來的，在這集裡，民主黨人趁共和黨人不備，將總統的幹細胞預算偷渡過關。

### 左派風雲
《白宮風雲》劇中對理想自由主義政府的描寫，據說大受英國保守黨黨員歡迎，因此常遭人諷刺為「左派風雲」。克里斯·利曼（Chris Lehmann）認為本劇走的是柯林頓主政時期的修正主義路線：鞏固柯林頓政府好的一面，企圖讓美國遺忘白水事件和陸文斯基醜聞。另一方面，有些共和黨員從一開始就對本劇讚佩有加，即使後來索金離開，節目向中間派靠攏，也沒有動搖他們的看法。馬可賓·歐文（Mackubin Owens）在2001年所寫的文章〈真自由主義者 vs. 白宮風雲〉中指出：
|  | 巴特勒總統主政下的政府，確實走的是自由主義路線，然而他身上具備的美德，就連保守派人士都不禁敬佩。他遵從憲政法規，深愛家人，從未有過對妻子不忠的想法，外強壓境毫無畏懼，更不妥協。 |

部份評論讚揚本劇為美國左右兩派架起了橋樑，節目在陳述民主黨的政治觀點和政治辯論時，也提供了共和黨員對左派觀點的透徹看法。

### 拍攝技巧
《白宮風雲》在第一季創下一舉獲得九項艾美獎的紀錄，因而得到電影團體的關注，甚至曾有一部改編自本劇的三聯劇《西方宮殿》（The Western Palace）在加州錢斯劇院（The Chance Theater）演出。高度的戲劇品質與藝術成就使本劇屢獲獎項，每集600萬美元的預算，使本劇有如一部小型電影，然而電影團體大多認為索金連珠炮似的機智對白才是本劇才華洋溢的真實來源。
《白宮風雲》發展出一套「邊走邊談」的風格，攝影師以長鏡頭定軌攝影的方式，表現劇中角色一邊在白宮長廊走動，一邊談論國家大事的畫面。典型的表現方式是攝影機從前方跟拍兩個角色走在長廊上聊天，其中一人通常會突然住口，另一個角色加入，開始討論另一個話題。「邊走邊談」的風格能為講述長對白的畫面創造出一種動感，因此後來電視影集具有大量對白時，都會應用這項技巧。

### 獲獎紀錄
《白宮風雲》第一季就一舉拿下九項艾美獎的殊榮，創下單季影集獲獎最多的紀錄，此外本劇連續四年獲選為艾美獎最佳電視影集（2000年到2003年），與同類型的電視影集《Hill Street Blues》和《洛城法網》並列艾美獎史上最大贏家。《白宮風雲》播映七季，季季入圍，也在2006年名列艾美獎獲獎最多的電視影集第八名。
《白宮風雲》也是正規演員團隊（即除了客座演員以外）獲得最多最佳表演提名的電視影集（《Hill Street Blues》與《洛城法網》也保有這項紀錄）。光是2002年（第三季）就有九位演員獲得艾美獎提名，有三位演員艾莉森·潔妮、約翰·史賓塞和施塔克·錢寧得到艾美獎的肯定（依序是最佳女主角、男配角和女配角），其他入圍的還有馬丁·辛提名男主角，理查·薜福、杜·希爾和布雷迪·威佛德提名男配角，珍尼爾·摩洛妮和瑪麗·露易絲·派克提名女配角，此外馬克·漢蒙、提姆·麥特森和朗·西佛也在同年提名客座演員獎項（最後皆未獲獎），創下艾美獎有史以來單屆最多演員受到入圍肯定的紀錄，包括客座演員一共得到12項提名。《白宮風雲》的編劇、演員及製作團隊總共拿到20座艾美獎獎座，其中以艾莉森·潔妮贏得四座居冠。史納菲·懷登所創作的「 《白宮風雲》開場標題音樂」也在2000年得到艾美獎。其他入圍艾美獎而未獲獎的《白宮風雲》工作人員包括有每年皆獲提名的馬丁·辛，入圍兩次的珍尼爾·摩洛妮，以及曾獲單次提名的杜·希爾、羅伯·洛和瑪麗·露易絲·派克。
除了在艾美獎大獲全勝，《白宮風雲》還在2000年和2001年獲得兩座美國演員工會獎劇情類電視影集最佳整體演出，馬丁·辛和艾莉森·潔妮還得過演員工會獎最佳男主角及女主角。演員團隊中則只有馬丁·辛拿過金球獎。《白宮風雲》在1999年和2000年也得到皮巴帝獎最佳電視廣播節目。
以下茲列表總計演員團隊所獲獎項：
| 獲獎人      | 獎項                                         |
| 亞倫·艾達   | 艾美獎劇情類最佳男配角（2006年）             |
| 施塔克·錢寧 | 艾美獎劇情類最佳女配角（2002年）             |
| 艾莉森·潔妮 | 艾美獎劇情類最佳女配角（2000年、2001年）     |
| 艾莉森·潔妮 | 艾美獎劇情類最佳女主角（2002年、2004年）     |
| 艾莉森·潔妮 | 演員工會獎劇情類最佳女演員（2000年、2001年） |
| 理查·薜福   | 艾美獎劇情類最佳男配角（2000年）             |
| 馬丁·辛     | 金球獎電視影集劇情類最佳男演員（2001年）     |
| 馬丁·辛     | 演員工會獎劇情類最佳男演員（2000年、2001年） |
| 約翰·史賓塞 | 艾美獎劇情類最佳男配角（2002年）             |
| 雷迪·威佛德 | 艾美獎劇情類最佳男配角（2001年）             |

## 探討現實問題
《白宮風雲》常以大量探討當前或近代政治問題為特色，共和黨總統喬治·沃克·布希在2000年當選後，不少人懷疑這個自由主義的節目是否仍能不為動搖地針砭時事，然而本劇仍以一貫的民主黨觀點探討小布希政府所面對的眾多問題，持續吸引民主黨與共和黨廣大觀眾的目光。
第二季第3集〈The Midterms〉裡有位虛構的廣播主持人珍娜·傑可絲（Jenna Jacobs）博士，巴特勒總統在白宮私人宴會中就她的同性戀觀點作了一番口頭告誡，實際上，傑可絲博士的原型正是向以反同性戀言論著稱的廣播名嘴蘿拉·史萊辛潔博士。據八卦網站snopes.com中芭芭拉·米可森（Barbara Mikkelson）指出，許多巴特勒引用聖經向傑可絲博士所說的話，都是來自一封在2000年5月初流傳於網上的「致史萊辛潔博士公開信」。

巴特勒政府在第二季和第三季之間所經歷的醜聞，常被人拿來跟莫妮卡·陸文斯基事件作比較。巴特勒總統在1992年診斷出患有多發性硬化症，醜聞聚焦在巴特勒是否在競選總統期間刻意隱瞞病情，也因此遭到眾議院反對黨調查，最後則接受眾議院譴責。多發性硬化症擁護團體讚揚本劇精確地描繪出此病症狀，並且強調此病不會致命。美國國家多發性硬化症協會評論：
|  | 這是空前的，也可能是絕後，人民在全國電視頻道上看見戲劇主角罹患多發性硬化症還能滿懷希望，持續豐富生命，《白宮風雲》不是醫療紀錄片，只是一部虛構戲劇，編劇原來極有可能隨著劇情發展扭曲多發性硬化症的病徵（但卻沒有）。 |

2001年九一一襲擊事件發生後，和多數美國電視影集一樣，本劇將第三季的首播往後推遲一個禮拜。索金很快地寫出一份特別節目的劇本，並在9月21日開始拍攝工作。〈Isaac and Ishmael〉在10月3日播出，開場先由演員說明本集內容與《白宮風雲》主線無關，劇中沒有特別提及九一一事件，但是向美國與世界闡述了恐怖主義存在的嚴肅事實，該集評價好壞摻半，不過大多表示本劇處理突發事件彈性極佳。
雖然在《白宮風雲》沒有發生九一一事件，故事裡的美國仍然發動了變種的反恐戰爭。事件始於第三季，一件陰謀炸毀金門大橋的計劃遭到揭發，總統下令暗殺恐怖份子領導人阿杜·賓·謝里夫（Abdul ibn Shareef）作為報復。到了第四季，總統的小女兒佐伊·巴特勒（Zoey Bartlet）被虛構國家庫馬（Qumar）的伊斯蘭極端教義份子綁架，導致衝突持續升高，庫馬受到轟炸。這段劇情與現實美國對沙烏地阿拉伯的關係，以及美國發動阿富汗戰爭相類似，結果都將中東地區帶到美國對外關係的最前線，恐怖行動成為美國國內嚴重的威脅。在第三季到第五季，虛構的恐怖組織巴吉（The Bahji）有如基地組織的替身，但是在第六季和第七季，有角色直接提到基地組織的問題，不過劇情沒有明示基地組織是否曾經發動恐怖攻擊（國安顧問也曾在第二季首播集〈In the Shadow of Two Gunmen, Part I〉中提及奧薩瑪·賓·拉登是威脅美國的潛在勢力）。
在第四季中段，虛構的非洲國家赤道坎杜（Equatorial Kundu）發生類似1994年盧安達大屠殺的種族屠殺事件，於是巴特勒政府發佈新的對外政策，並且派遣軍隊進行武力干預，一邊國內則爭論著這場衝突是否該稱為種族屠殺。實際上，柯林頓政府並未干預盧安達事件，劇情裡的武力干預較像是一個主政者在道德良心上的問題。
在第六季和第七季的《白宮風雲》裡，白宮高級幕僚洩漏國家最高機密，評論常將這段劇情拿來和普拉姆身份洩密案（又稱特工門事件）相提並論。在這段劇情裡，國際太空站故障受損，無法繼續供應太空人氧氣，萬方用盡一籌莫展之際，總統想起一份關於軍事太空梭的最高機密，之後總統無所作為，這件機密被白宮駐派記者葛瑞格·布拉克（Greg Brock）獲知，在《紐約時報》上報導出來，一如揭露普拉姆事件的記者朱蒂絲·米樂，布拉克因不肯透露消息來源遭到逮捕。為了中止調查當局對白宮幕僚長茜潔·克蕾格的懷疑，托比·齊格勒坦承洩密，巴特勒總統遂被迫不得不將他解職。對照之下，普拉姆事件的結果導致副總統幕僚長路易斯·李比遭到逮捕定罪，不過後來李比被證明向大陪審團作偽證，無人為揭露普拉姆的情報員身份負責，李比所判的兩年半有期徒刑，後被布希總統減刑，所判處的25萬美元罰鍰也在上訴後被重新考慮，目前僅確定李比會喪失他的律師執照。
其它《白宮風雲》所探討過的問題包括：
- 北韓與伊朗的核子野心。
- 印度與巴基斯坦之間的緊張關係與國家危崖策略（英语：Brinksmanship）。
- 中美洲自由貿易協定的立法。
- 反非法移民組織義勇兵計劃（英语：Minuteman Project）的組成。
- 調停以色列、約旦河西岸和加薩走廊的恐怖活動，並在大衛營進行和平協商，類似2000年大衛營高峰會議（英语：Camp David 2000 Summit）。
- 蘇丹達爾富爾的種族屠殺事件。
- 撒哈拉以南非洲的愛滋病漫延狀況。
- 北愛爾蘭和平進程。
- 毒品戰爭與哥倫比亞武裝衝突（英语：Colombian armed conflict (1960s–present)）。
- 在學校置入智能設計論的爭論。
- 中國大陸與台灣在台灣問題上的潛在衝突與危崖策略（發生一次類似台灣海峽飛彈危機的狀況）。
- 一件仇視犯罪謀殺案，類似馬修·謝巴德事件。
- 美國聯邦政府停工事件。
- 1996年的美國婚姻保護法。
- 反政府炭疽攻擊行動。
- 一次在加薩走廊外交護送行動中三名美國人喪生。
- 一次在印度洋的神秘核子爆炸事件，類似船帆座事件。
- 俄羅斯公寓彈炸事件（英语：Russian apartment bombings），有人主張這是俄羅斯總統一手策劃。

## 劇中時空介紹

### 國內
《白宮風雲》內的所有國內政府官員都是虛構人物，巴特勒總統指派過三屆美國最高法院法官，並且運作整個內閣，內閣成員的詳細資料不詳，部份內閣成員像是美國國防部長出現場次較多，其他政府官員像是市長、州長、法官、議員偶爾也被提及或曇花一現。
還有些虛構的美國市鎮，大致代表某些地點：

#### 聖安得烈奧市
聖安得烈奧市（San Andreo）是虛構的加州城市，名稱近似德州聖安東尼奧市，人口約為4萬2千人，市內設有一座核子發電廠。加州境內流行西班牙地名，因此本市市名則以耶穌十二門徒聖安德烈的西班牙文命名。
劇中共和黨總統候選人參議員阿諾·米尼克（Arnold Vinick）具有鮮明強烈的擁核立場，加上他被新聞披露積極關說建造核電廠，於是一次疑似核電廠核能外洩事件，成為他在劇中2006年總統大選期間的「十月驚奇」。這似乎也是他後來以些微差距敗給民主黨總統候選人眾議員麥特·桑多斯（Matt Santos）的關鍵因素。

#### 哈茲菲德鎮
哈茲菲德鎮（Hartsfield's Landing）是一座位於美國新罕布夏州的小鎮，據說是個僅有63位居民的迷你社區，其中42人擁有投票權，在新罕布夏州總統初選日中午12點零1分就能完成投票，足足比其它州快上好幾個鐘頭，這個小鎮自從1908年總統大選投票選出威廉·霍華德·塔夫脫後，預測準確度就相當高。此鎮參考自新罕布夏州的哈特點鎮和迪克斯維爾山口，這兩個小鎮在現實世界裡是美國總統初選最早開票的地方，因此地方雖小，舉足輕重。

#### 坎尼森州立大學
坎尼森州大（Kennison State）是一座位於愛荷華州的虛構大學，在第四季開頭被人設置炸彈。

### 國外
《白宮風雲》節目中除了幾位現實世界的領導人，其它國家的統治者都是虛構的。曾被提及的真實人物包括格達費、阿拉法特、卡斯楚、伊莉莎白二世、泰王蒲美蓬·阿杜德、瑞典國王卡爾十六世、南非總統塔博·姆貝基和奧薩瑪·賓·拉登。不過在第六季開頭，美國政府致力於以色列與巴勒斯坦的和平調解，當時出場的巴勒斯坦自治政府總統是虛構角色奈薩·菲拉特（Nizar Farad）而非阿拉法特（劇中阿拉法特已死，並選出繼承人）。
有些國家則是被混合意象地創造出來，以象徵真實世界裡的某些區域問題：

#### 庫馬
庫馬是個以石油致富、贊助恐怖活動的中東國家，多次為巴特勒政府製造麻煩。從劇中地圖看來，庫馬是位於伊朗南部的一個小國，過去為英國殖民地，現由蘇丹王朝統治，實行君主專制，首都為大城傑巴納弗沙（Jabal Nafusah，真實存在的利比亞城市名稱），領土包含重要據點荷姆茲海峽。九一一事件發生後，庫馬即成為劇中恐怖活動劇情的主要發源地。
庫馬在第三季第8集〈The Women of Qumar〉裡以美國盟國的身份首次登場，雖然該國蘇丹與政府官員多次遭到美國的暗殺行動、炸彈攻擊和領土入侵，在劇中仍與美國維持著同盟關係，後來在一次空中攻擊行動中，輸油管遭到損毀，導致該國與歐洲盟國產生經濟危機。

#### 赤道坎杜
赤道坎杜是一個非洲國家，首都比坦加（Bitanga），因內戰頻仍（發生類似1994年的盧安達大屠殺事件）與愛滋病猖獗而國力嚴重衰退。赤道坎杜在《白宮風雲》第二季第4集〈In This White House〉初次登場時，總統為尼巴拉（Nimbala），從一開始，坎杜的地理位置就有點混淆不清，尼巴拉總統及其助理所操語言是南非波札那班圖族的茨瓦納語，到第四季則移往西非，靠近象牙海岸和迦納。
在2003年1月（第四季第14集〈Inauguration, Part I〉），政府領導人已經換為阿庫杜族總統尼薩爾（Nzele，被描述為「殘酷狂人」），他先是在首都對印地耶族發起種族淨化運動，造成200人死亡。暴力行動很快地從城市轉往鄉間，由比坦加向外擴散，越演越烈。巴特勒總統隨即在他的第二任總統就職典禮上（第四季第15集〈Inauguration Over There〉）針對武力派遣發佈新的總統宣示：「人道關注侷限之地，即為美國干預介入之處！」並且派遣第82空降師、第101空中突擊師和一隊海陸遠征單位，總數11,000人入侵坎杜（第四季第16集〈The California 47th〉），直到第四季結束美軍仍在坎杜作戰。

## 總統大選

### 時空偏移
現實世界裡的美國總統大位，在《白宮風雲》只傳到尼克森，尼克森之後的繼任人選是虛構的民主黨總統韋爾·紐曼（D. Wire Newman），民主黨執政四年後，推測由虛構的共和黨總統歐文·拉希特（Owen Lassiter）接任，展開長達兩任八年的共和黨執政時期。不過在第二季第9集〈Galileo〉裡可以發現情報室牆上懸掛有柯林頓總統的畫像，當時巴特勒正在接受俄羅斯飛彈發射井爆炸事件的簡報，儘管如此，柯林頓從未在戲裡被提及過。
在第四季第5集〈Debate Camp〉的回憶記段裡，唐娜·摩斯與共和黨前任白宮工作人員進行交接，該員清楚表明共和黨政府已經在此辦公八年，里奧在第六季裡也曾說過共和黨人「掌權八年」，共和黨人也在會議中說「八年足矣」，以上各點都明確指出巴特勒之前的美國是共和黨執政，不過總統是否為拉希特其實仍欠缺直接證據。
劇中的總統大選發生在2002年和2006年，與真實世界的美國總統大選相距兩年。《白宮風雲》的選舉時間表大致都跟著真實世界的時間走，直到第六季才差了一年，舉例來說，新罕布夏州初選正常應該是在2006年1月舉行，實際上的播映時間卻是2005年1月。製作人約翰·威爾斯在一次訪談中指出，《白宮風雲》起始於巴特勒第一任期的一年半，因此後面第六季的選舉年份才是正確的。

### 1998年總統大選
《白宮風雲》對巴特勒的第一回總統選戰少有著墨，巴特勒此役贏得48%的選票，共計4800萬票，而在選舉人票方面則以303票對235獲勝。他與共和黨對手三度辯論，劇中提及巴特勒在第三次也是最後一次的辯論會上勝出，由於距離密蘇里州聖路易斯市的投票日只剩八天，巴特勒人氣扶搖直上。賈許·賴曼曾說，選情在此之前一片低迷，「巴特勒根本是鬼打牆」，直到他突圍而出。里奧·馬加瑞也在第三季第9集〈Bartlet for America〉提及這件事，他說：「選舉只剩八天，我們幾乎是舉白旗了。」
劇中在民主黨提名初選方面則有跡可循，在第二季首兩集〈In the Shadow of Two Gunmen〉和第三季第9集〈Bartlet for America〉裡，劇情追憶巴特勒如何擊退德州參議員約翰·何恩斯（John Hoynes，由提姆·馬瑟森飾演）和華盛頓州參議員威廉·威利，一舉成為民主黨總統參選人的經過。並且透露是里奧·馬加瑞說服當時擔任新罕布夏州州長的巴特勒逐鼎大位，以及最後巴特勒為何選擇約翰·何恩斯作為副手的原因。

### 2002年總統大選
《白宮風雲》劇中2002年的總統大選，主軸是巴特勒和副總統約翰·何恩斯對上佛州州長羅勃·李奇（Robert Ritchie，詹姆斯·巴林飾演）和他的競選搭檔傑夫·海斯頓（Jeff Heston）。巴特勒的連任提名一致通過，只有民主黨參議員霍華·史塔豪斯（Howard Stackhouse）曾短暫獨立參選引起一點風波。李奇原非預期中的總統提名人選，他向共和黨內保守派人士主打「家庭牌」，才得以在其他七名競爭者中脫穎而出。
巴特勒的幕僚苦心竭慮想替換掉副總統約翰·何恩斯，代之以參謀首長聯席會議主席海軍上將波西·費茲華勒斯（Percy Fitzwallace，約翰·艾莫斯飾演）。李奇篤定代表共和黨參選總統之後，巴特勒就取消這個主意，聲明要何恩斯作為副手：「因為我可能會死。」大選過程中，兩造參選人的民調一直相持不下，最後巴特勒在唯一一次總統辯論大發異彩，在民意與選舉人票都獲得壓倒性的勝利。

### 2006年總統大選
劇組為了降低製作成本，一方面不少演員合約期滿，撥快了《白宮風雲》的劇情時間，導致整個2004年期中選舉被略過不提，第七季中該有的一次選舉也憑空消失。第六季都在廣泛探討民主黨與共和黨員的根本問題。第七季則涵蓋總統大選的準備階段、舉辦選舉和新政府的過渡時期，劇情節奏在此放慢，焦點在此集中。
國會議員麥特·桑多斯（吉米·史密茲飾演）在第六季末的第四次民主黨全國大會上獲得提名參選總統。在賈許·賴曼徵召他之前，原本打算離開國會，他在愛荷華州黨團會議上不得人心，幾乎要被擠出新罕布夏州總統初選，最後在一次直播節目上呼籲選民搶救，才以19%的支持率將他拱上第三位。桑多斯的競選幹事賈許·賴曼說服里奧·馬加瑞出任桑多斯的競選副手，可惜飾演里奧的演員約翰·史賓塞在2005年12月16日過世。
參議員阿諾·米尼克（Arnold Vinick，亞倫·艾達飾演）擊退前議長葛倫·艾倫·華肯（Glen Allen Walken，約翰·古德曼飾演）及牧師唐·巴特勒（Don Butler，唐·戴維斯飾演），安全通過共和黨提名。最初米尼克邀請巴特勒牧師擔任他的競選搭檔，但是由於米尼克贊成墮胎的立場，巴特勒牧師毫不考慮的拒絕了。取而代之的是西維吉尼亞州州長雷·蘇利文（Ray Sullivan，布雷特·考倫飾演）成為米尼克的競選副手。米尼克在民主黨地盤加州有著極高的聲望，他的溫和派觀點，跨黨派呼籲，使他在第六季扮演的都是一個近乎無敵的角色。然而他墮胎合法化的主張在面對黨內反墮胎人士困難重重，他的擁核立場也在加州核電廠意外後飽受批評。
選戰後期，里奧·馬加瑞心臟病發在醫院過世，當時美國西岸仍在投票，桑多斯陣營馬上放出消息，阿諾·米尼克則拒絕利用里奧死訊作為總統選戰的「登天梯」。桑多斯拿下自己的根據地德州，米尼克則贏得加州，選情一路來到內華達州，輸贏與否成為兩方人馬決勝點。米尼克向幕僚三令五申一旦己方落敗，不得要求重新計票，賈許·賴曼也向桑多斯提出相同的建言，儘管如此桑多斯陣營還是派出一團律師來到內華達州摩拳擦掌。最後桑多斯以3萬票的差距，272票對266張選舉人票險勝。執行製作人勞倫斯·歐唐諾（Lawrence O'Donnell）表示，編劇預設是米尼克當選，然而史賓塞的死迫使他們重新思考桑多斯在競選搭檔過世與選戰落敗雙重打擊下，所引發的情緒張力會過於消極。決定改寫最後一集的是約翰·威爾斯。
編劇伊萊·艾堤接受英國《衛報》訪問時表示，桑多斯是以美國第一位非裔總統巴拉克·歐巴馬作為範本所推演出來的角色，他在2004年開始撰寫劇中總統大選劇情時，當時還只是伊利諾州州議會參議員的歐巴馬，在當年民主黨所提名的總統候選人約翰·凱利的全國代表大會上，進行了一次精彩絕倫的演說，艾堤曾為2000年參選總統的高爾寫過演講稿，認識不少民主黨人士，因此馬上致電歐巴馬的幕僚大衛·艾索拉德（David Axelrod），收集歐巴馬的背景資料。由於劇中相當多演繹角度與情節發展都跟歐巴馬後來的競選過程若合符節，擔任歐巴馬陣營競選策略僚幕長的艾索拉德給艾堤寫了一封電子郵件，開玩笑說：「我們好像活在你的劇本裡！」